# Космос-2172
Космос-2172 је један од преко 2400 совјетских вјештачких сателита лансираних у оквиру програма Космос.
Космос-2172 је лансиран са космодрома Тјуратам, Бајконур, СССР, 22. новембра 1991. Ракета-носач Протон је поставила сателит у орбиту око планете Земље. 